# Mohammadreza Abolfazli
Mohammadreza Abolfazli (* 14. Juli 1977) ist ein iranischer Fußballschiedsrichterassistent.

## Karriere
Über Einsätze in seiner heimischen Liga ist nichts genaues bekannt. Auf internationaler Klubebene assistierte er dann erstmals bei der Klub-Weltmeisterschaft 2010, ein Jahr später auch in der Quali spielen zur AFC Champions League. Seitdem ist er fester Bestandteil von Champions League Spielen. Zudem begleitet er 2017 ein paar Spiele in der ersten indonesischen Liga.
Seine erste Begegnung von Nationalmannschaften war ein Freundschaftsspiel zwischen Turkmenistan und Indonesien. Danach assistierte er bei der Asienmeisterschaft 2015. Im Team von Alireza Faghani, in dessen Team er auch an der Weltmeisterschaft 2022 teilgenommen hat.